# Жукулуг
Жукулу́г (рос. Жукулуг, ерз. Жукулук) — присілок у складі Торбеєвського району Мордовії, Росія. Входить до складу Торбеєвського міського поселення.
Населення — 207 осіб (2010; 196 у 2002).
Національний склад станом на 2002 рік:
- мордва — 90 %